# Ronde van Romandië 2025 (vrouwen)
De vierde editie van de wielerwedstrijd Ronde van Romandië voor vrouwen vond plaats tussen 15 en 17 augustus 2025. De start was in Huémoz, de finish in Aigle. De wedstrijd maakte deel uit van de UCI Women's World Tour, met de categorie 2.WWT. De Zwitserse Elise Chabbey won de wedstrijd, waarmee ze Lotte Kopecky opvolgde op de erelijst.

## Deelnemende ploegen
Dertien van de vijftien UCI WorldTeams stond op de startlijst, aangevuld met twee ProTeams en een continentaal team, voor een totaal van 93 rensters. Echter, voorafgaand aan de openingstijdrit ontstond er onenigheid tussen enkele teams en de Internationale Wielerunie (UCI) om een test met GPS-systemen, waarna de UCI uiteindelijk besloot om vijf ploegen de start de ontzeggen. Hierdoor gingen slechts 63 rensters daadwerkelijk van start.
| UCI WorldTeams                                                                                            | UCI WorldTeams                                                                                    | UCI ProTeams                     | UCI Continental Teams |
| --- | ------------------------------------------------------------------------------------------------- | -------------------------------- | --------------------- |
| AG Insurance-Soudal CANYON//SRAM zondacrypto FDJ-SUEZ Fenix-Deceuninck Lidl-Trek Liv AlUla Jayco Movistar | Picnic PostNL Roland Le Dévoluy SD Worx-Protime Visma \| Lease a Bike UAE Team ADQ Uno-X Mobility | EF Education-Oatly VolkerWessels | NEXETIS               |

## Etappe-overzicht
| Etappe | Datum       | Start   | Finish            | Type        | Afstand  | Winnaar       | Klassementsleider |
| ------ | ----------- | ------- | ----------------- | ----------- | -------- | ------------- | ----------------- |
| 1      | 15 augustus | Huémoz  | Villars-sur-Ollon | Klimtijdrit | 4,4 km   | Paula Blasi   | Paula Blasi       |
| 2      | 16 augustus | Conthey | La Tzoumaz        | Bergrit     | 123,2 km | Elise Chabbey | Urška Žigart      |
| 3      | 17 augustus | Aigle   | Aigle             | Heuvelrit   | 122,1 km | Blanka Vas    | Elise Chabbey     |

## Eindklassement
| Plaats    | Naam                  | Ploeg               | Tijd     |
| --------- | --------------------- | ------------------- | -------- |
| Gele trui | Elise Chabbey         | FDJ-SUEZ            | 6u53'02" |
| 2         | Urška Žigart          | AG Insurance-Soudal | + 7"     |
| 3         | Yara Kastelijn        | Fenix-Deceuninck    | + 20"    |
| 4         | Paula Blasi           | UAE Team ADQ        | + 48"    |
| 5         | Steffi Häberlin       | SD Worx-Protime     | + 1'33"  |
| 6         | Mireia Benito         | AG Insurance-Soudal | + 1'37"  |
| 7         | Juliette Labous       | FDJ-SUEZ            | + 1'46"  |
| 8         | Ella Wyllie           | Liv AlUla Jayco     | + 2'15"  |
| 9         | Ginia Caluori         | NEXETIS             | + 2'23"  |
| 10        | Erica Magnaldi        | UAE Team ADQ        | + 2'28"  |
|           |                       |                     |          |
| 21        | Margot Vanpachtenbeke | VolkerWessels       | + 8'42"  |

## Klassementsleiders na elke etappe
| Etappe 0     | Winnaar 0     | Algemeen klassement | Puntenklassement | Bergklassement | Jongerenklassement | Ploegenklassement 0 |
| ------------ | ------------- | ------------------- | ---------------- | -------------- | ------------------ | ------------------- |
| 1            | Paula Blasi   | Paula Blasi         | Paula Blasi      | Paula Blasi    | Paula Blasi        | UAE Team ADQ        |
| 2            | Elise Chabbey | Urška Žigart        | Urška Žigart     | Urška Žigart   | Paula Blasi        | AG Insurance-Soudal |
| 3            | Blanka Vas    | Elise Chabbey       | Paula Blasi      | Claire Steels  | Paula Blasi        | AG Insurance-Soudal |
| 0Eindstanden | 0Eindstanden  | Elise Chabbey       | Paula Blasi      | Claire Steels  | Paula Blasi        | AG Insurance-Soudal |

1. ↑  De oranje trui werd in de tweede etappe gedragen door Urška Žigart, die tweede stond in het puntenklassement.
2. ↑  De lichtblauwe trui werd in de tweede etappe gedragen door Juliette Labous, die derde stond in het bergklassement.
3. ↑  De witte trui werd in de tweede etappe gedragen door Aljona Ivantsjenko, die tweede stond in het jongerenklassement.
4. ↑  De oranje trui werd in de derde etappe gedragen door Yara Kastelijn, die derde stond in het puntenklassement.
5. ↑  De lichtblauwe trui werd in de derde etappe gedragen door Elise Chabbey, die vierde stond in het bergklassement.

Mannen: 1947 · 1948 · 1949 · 1950 · 1951 · 1952 · 1953 · 1954 · 1955 · 1956 · 1957 · 1958 · 1959 · 1960 · 1961 · 1962 · 1963 · 1964 · 1965 · 1966 · 1967 · 1968 · 1969 · 1970 · 1971 · 1972 · 1973 · 1974 · 1975 · 1976 · 1977 · 1978 · 1979 · 1980 · 1981 · 1982 · 1983 · 1984 · 1985 · 1986 · 1987 · 1988 · 1989 · 1990 · 1991 · 1992 · 1993 · 1994 · 1995 · 1996 · 1997 · 1998 · 1999 · 2000 · 2001 · 2002 · 2003 · 2004 · 2005 · 2006 · 2007 · 2008 · 2009 · 2010 · 2011 · 2012 · 2013 · 2014 · 2015 · 2016 · 2017 · 2018 · 2019 · 2020 · 2021 · 2022 · 2023 · 2024 · 2025
Vrouwen: 2022 · 2023 · 2024 · 2025
Tour Down Under ·
Cadel Evans Great Ocean Road Race ·
Ronde van de Verenigde Arabische Emiraten ·
Omloop Het Nieuwsblad ·
Strade Bianche ·
Trofeo Alfredo Binda-Comune di Cittiglio ·
Milaan-San Remo ·
Brugge-De Panne ·
Gent-Wevelgem ·
Ronde van Vlaanderen ·
Parijs-Roubaix ·
Amstel Gold Race ·
Waalse Pijl ·
Luik-Bastenaken-Luik ·
Ronde van Spanje ·
Ronde van het Baskenland ·
Ronde van Burgos ·
Ronde van Groot-Brittannië ·
Ronde van Zwitserland ·
Copenhagen Sprint · 
Ronde van Italië ·
Ronde van Frankrijk ·
Ronde van Romandië ·
Ronde van Scandinavië ·
GP de Plouay-Bretagne ·
Simac Ladies Tour ·
Ronde van Chongming ·
Ronde van Guangxi